# Gedenksteen voor Lieve Hugo
Er werd op 13 december 2023 een gedenkplaat voor Lieve Hugo onthuld op de hoek van de Limesgracht en de A.L. Waaldijkstraat in Paramaribo, Suriname. Dit was ook de eerste dag waarop Nationale Dag van de Kaseko werd gevierd, uitgeroepen door het Directoraat Cultuur.
Lieve Hugo, geboren als Julius Uiterloo (1934-1975), stond ook wel bekend als The King of Kaseko, de muziekstijl waar hij een grote bijdrage aan heeft geleverd in Suriname en in Nederland. Hij werd geboren in de buurt waar het monument nu staat. De onthulling vond plaats nadat Rosita Leeflang van de Stichting Kerngroep Accreditatie Surinaams Erfgoed door Kaseko Onderzoek (K.A.S.E.K.O.) het volledige dossier van Lieve Hugo presenteerde.

## Inscriptie
De gedenkplaat staat verhoogd tussen vier palen en kettingen. Te zien zijn de beeltenis van Lieve Hugo met de inscriptie:
| Deze gedenkplaat is ter ere van Julius "Lieve Hugo" Uiterloo. Als blijk van waardering voor zijn waardevolle bijdrage aan de ontwikkeling van de Kaseko muziek. Lieve Hugo werd geboren op 13 december 1934 en overleed op 15 november 1975. De onthulling vond plaats op 13 december 2023 op de 1e Nationale Dag van de Kaseko door: De voorzitter van K.A.S.E.K.O. Mw. Rosita Leeflang en de Directeur Cultuur Mw. Roseline Daan Gesponsord door; Pansa Group of Companies N.V. |